# Noncourt-sur-le-Rongeant
Noncourt-sur-le-Rongeant is een gemeente in het Franse departement Haute-Marne (regio Grand Est) en telt 179 inwoners (2004). De plaats maakt deel uit van het arrondissement Saint-Dizier.

## Geografie
De oppervlakte van Noncourt-sur-le-Rongeant bedraagt 9,3 km², de bevolkingsdichtheid is 19,2 inwoners per km².
De onderstaande kaart toont de ligging van Noncourt-sur-le-Rongeant met de belangrijkste infrastructuur en aangrenzende gemeenten.

## Demografie
Onderstaande figuur toont het verloop van het inwonertal (bron: INSEE-tellingen).